# Warner Hahn
Pour les articles homonymes, voir Hahn.
Warner Hahn, né le 15 juin 1992, est un footballeur international surinamien évoluant actuellement au poste de gardien de but au Hammarby IF.

## Biographie
Hahn rejoint le centre de formation de l'Ajax Amsterdam en 2008, où il reste jusqu'en 2012. Il joue alors quelques matchs avec l'équipe réserve, mais aucun avec l'équipe première. Barré par la concurrence de Jasper Cillessen, qui vient d'arriver du NEC Nimègue, et de Mickey van der Hart, il décide de signer son premier contrat pro en 2012 avec le FC Dordrecht, pensionnaire de D2 néerlandaise. Il s'y impose assez rapidement, et devient le gardien numéro 1 des espoirs néerlandais.
Il est alors convoité par des clubs de plus grosse envergure, tels que Newcastle ou le Celtic.

Il signe finalement en faveur du Feyenoord Rotterdam, mais est directement prêté au PEC Zwolle, où il joue en tant que titulaire à la suite du départ de Diederik Boer, parti à l'Ajax.
En janvier 2016, il prolonge son contrat avec le club de sa ville natale jusqu'en 2019, bien qu'il n'y ait toujours pas disputé le moindre match.